# Lymantria asiatica
Lymantria asiatica är en fjärilsart som beskrevs av Vunkovskij 1926. Lymantria asiatica ingår i släktet Lymantria och familjen tofsspinnare. Inga underarter finns listade i Catalogue of Life.